# Sankt Johann im Pongau
St. Johann im Pongau o St.Johann/Pg. (en austro-bávaro: Saiga Håns o Sainig Håns) es una pequeña ciudad en el centro del Estado austriaco de Salzburgo. Es la capital del distrito de Pongau.
Se encuentra en la orilla del río Salzach.
Tiene una población de 10 740 habitantes, según el censo de 1 de enero de 2012.

## Historia
Esta localidad recibió la denominación oficial de ciudad el 24 de junio de 2000 por parte del gobierno austriaco.

## Sitios de interés
Hay una garganta llamada Liechtensteinklamm (la garganta de Liechtenstein) dentro de los límites del término municipal. Tiene una longitud de aproximadamente 4 km y puede recorrerse mediante una serie de senderos y pasos creados inicialmente por Juan II de Liechtenstein en 1875. Esta garganta se encuentra en la parte sur de la ciudad.
En St. Johann hubo también un campo de concentración nazi durante la Segunda Guerra Mundial. Este campo albergaba sobre todo prisioneros rusos, y algunos franceses y serbios. Era un campo de trabajo. Un monumento conmemorativo del campo se encuentra en la parte norte de la ciudad.
En la villa de Werfen, a unos 20 km al norte de St. Johann, se rodó una parte de una escena de pícnic campestre de la mundialmente famosa película de 1965 The Sound of Music ("Sonrisas y lágrimas" o "la novicia rebelde"). La escena de la canción Do-Re-Mi en donde interviene Julie Andrews se rodó con el Castillo de Hohenwerfen como fondo. Werfen fue también la localización de parte del rodaje de  la película Where Eagles Dare (El desafío de las Águilas o  Donde las Águilas se atreven).

## Galerìa

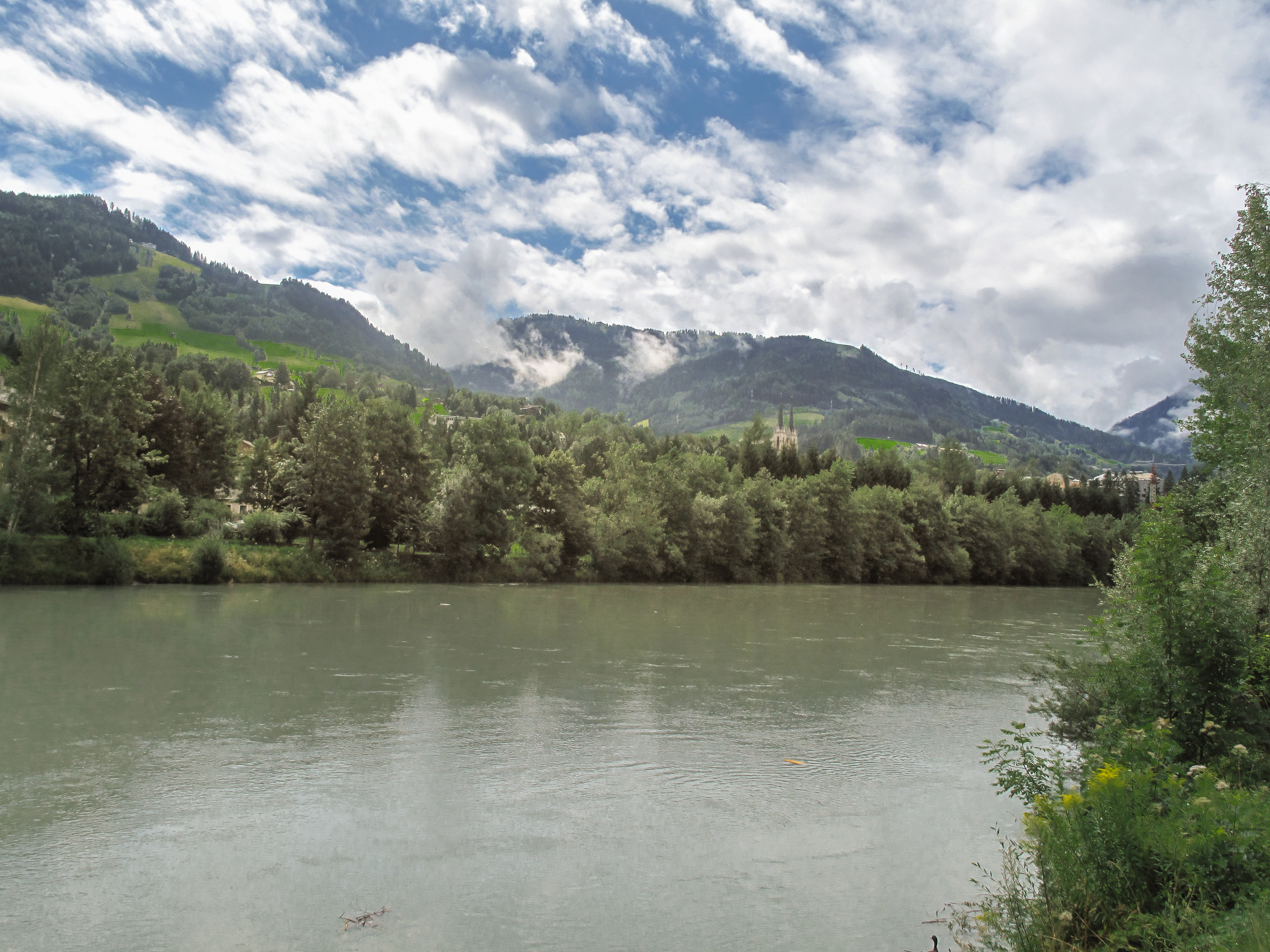
Sankt Johann im Pongau a una distancia
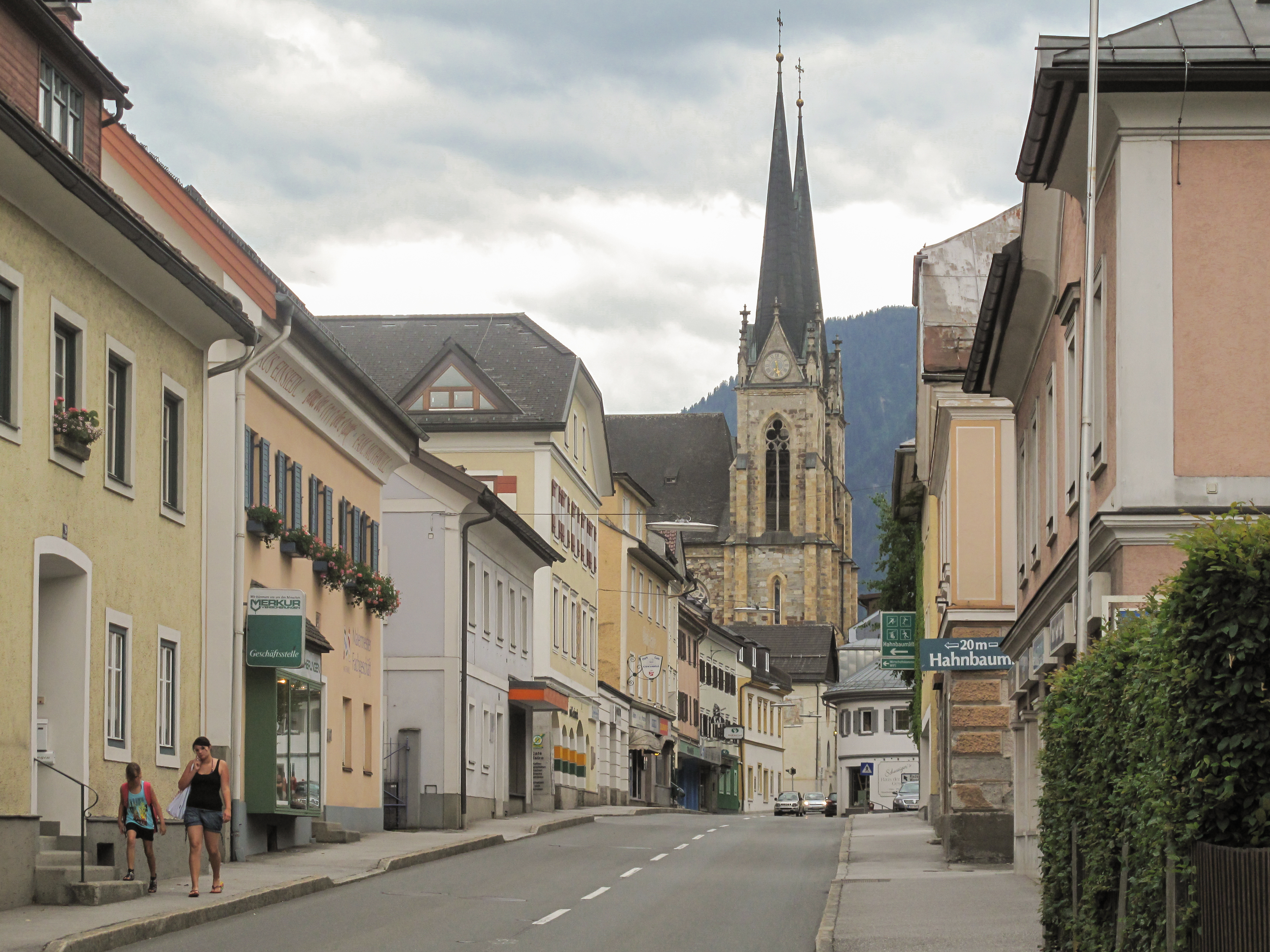
La iglesia en la calle
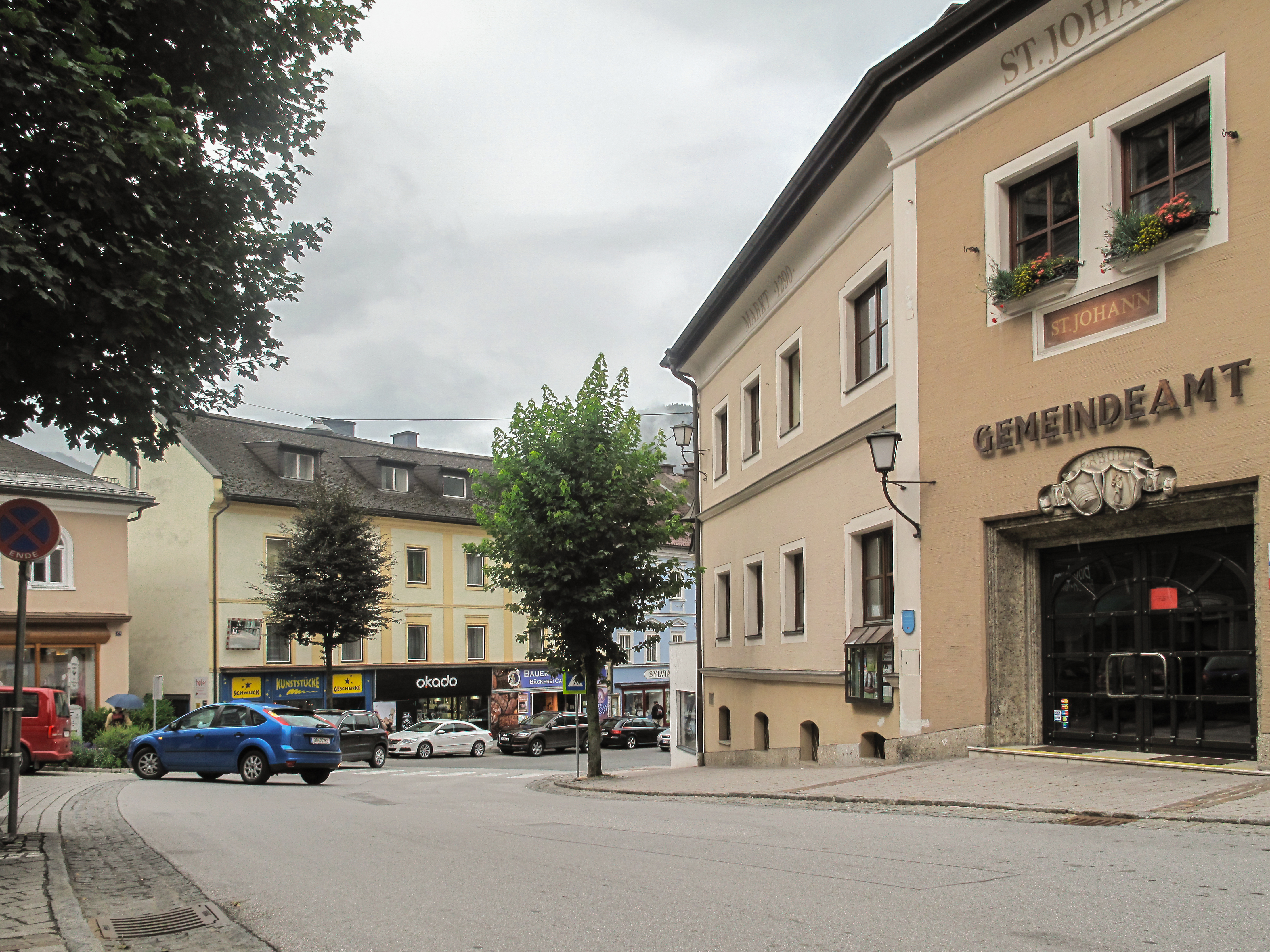
El ayuntamiento en la calle